# شهرداری کلیزا
شهرداری کلیزا (به اسپانیایی: Cliza Municipality) یک شهرداری در بولیوی است که در استان جرمان هوردن واقع شده‌است. شهرداری کلیزا ۱۹٬۷۴۷ نفر جمعیت دارد.